# Кубок ПФЛ Узбекистана по футболу

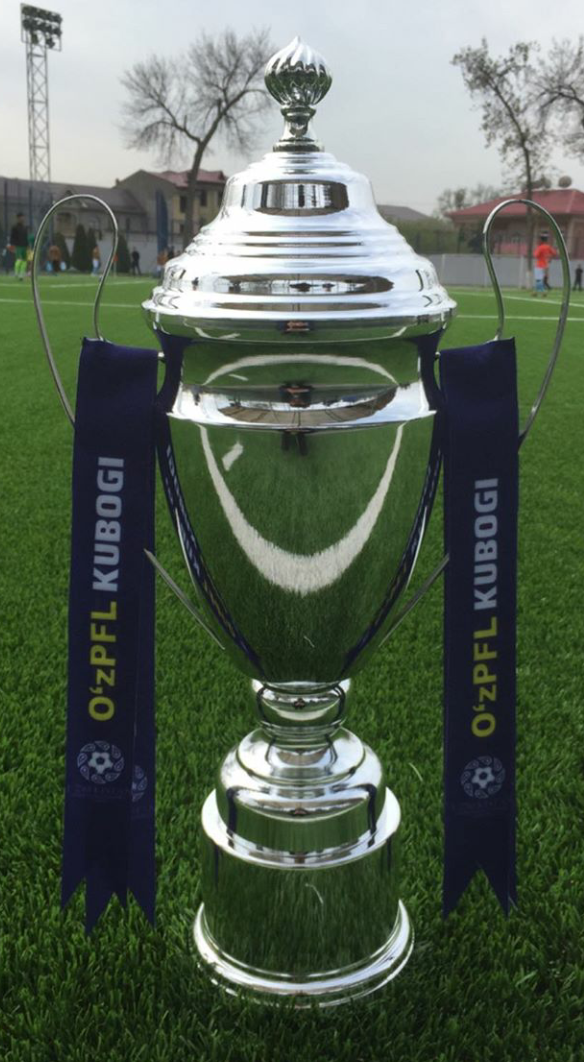

Ку́бок ПФЛ Узбекиста́на (узб. Oʻzbekiston PFL Kubogi / Ўзбекистон ПФЛ Кубоги) — футбольный турнир, организуемый Профессиональной футбольной лигой Узбекистана (ПФЛ Узбекистана) и Футбольной ассоциацией Узбекистана (ФАУ). Основан в 2010 году. Последний розыгрыш турнира состоялся в 2015 году. В 2016, 2017 и 2018 годах турнир по неизвестным причинам не проводился.
Кубок традиционно проволся зимой (в январе или феврале), в преддверии нового сезона Чемпионата Узбекистана, давая возможность многим желающим клубам провести предсезонную подготовку. Как правило, турнир проводился в Ташкенте. В некоторые годы часть игр проводились в некоторых городах Ташкентского вилоята (Кибрай, Янгибазар) и в Янгиере (Сырдарьинский вилоят).
В основном в Кубке ПФЛ Узбекистана участвуют те клубы, которые не имеют возможностей для сборов за границей, и соответственно не имеют возможностей провести товарищеские матчи с иностранными клубами и сильными командами страны. Из команд Суперлиги на турнире участвуют в основном так называемые «середняки» и «аутсайдеры». Большую часть участников турнира составляют клубы из низших лиг чемпионата Узбекистана.
В турнире имеет право участвовать любой футбольный клуб Узбекистана, будь то клубы Суперлиги Узбекистана или Про-лиги Узбекистана, так и участники Второй лиги Узбекистана, а также клубы областных, районных или городских чемпионатов страны. В Кубке ПФЛ Узбекистана участвовали и иностранные футбольные клубы. Так, в турнире 2011 года в Кубке ПФЛ Узбекистана участвовал казахстанский клуб «Ордабасы», а в турнире 2012 года еще один казахстанский клуб — «Ак Булак». 

## Все финалы
| Год  | Победитель           | Финалист               | Счёт           |
| 2010 | «Хорезм» (Ургенч)    | «Бунёдкор»(Ташкент)    | 2:1            |
| 2011 | «Согдиана» (Джизак)  | «Локомотив» (Ташкент)  | 1:1 (4:3 пен.) |
| 2012 | «Согдиана» (Джизак)  | ФК «Алмалык»           | 3:1 д.в.       |
| 2013 | ФК «Алмалык»         | «Пахтакор-2» (Ташкент) | 3:0            |
| 2014 | «Машаль» (Мубарек)   | «Обод» (Ташкент)       | 3:1            |
| 2015 | «Шуртан» (Гузар)     | «Машаль» (Мубарек)     | 2:2 (4:2 пен.) |
| 2019 | «Ифтихор» (Алтыарык) | «Актепа» (Ташкент)     | 5:3            |

## Все призёры
| Клубы                  | Победы     | Победы     | Финалист   | Финалист |
| Клубы                  | количество | годы       | количество | годы     |
| «Согдиана» (Джизак)    | 2          | 2011, 2012 |            |          |
| ФК «Алмалык»           | 1          | 2013       | 1          | 2012     |
| «Машаль» (Мубарек)     | 1          | 2014       | 1          | 2015     |
| «Хорезм» (Ургенч)      | 1          | 2010       |            |          |
| «Шуртан» (Гузар)       | 1          | 2015       |            |          |
| «Бунёдкор» (Ташкент)   |            |            | 1          | 2010     |
| «Локомотив» (Ташкент)  |            |            | 1          | 2011     |
| «Пахтакор-2» (Ташкент) |            |            | 1          | 2013     |
| «Обод» (Ташкент)       |            |            | 1          | 2014     |